# Igreja Episcopal Unida da América do Norte
A Igreja Episcopal Unida da América do Norte (em inglês:  United Episcopal Church of North America - UECNA) é uma Igreja da tradição anglicana e faz parte do Movimento Anglicano de Continuação. Não faz parte da Comunhão Anglicana.
A UECNA descreve-se como "abraçando a ampla base de prática cerimonial inerente à Comunhão Anglicana Histórica" embora historicamente a UECNA tenha tendido a ser uma baixa ou Igreja ampla em sua prática cerimonial. A UECNA usa o Livro de Oração Comum americano de 1928 e o livro de orações inglês de 1662 nos EUA e, no Canadá, o livro de orações canadense de 1962 e o livro de orações de 1662.
As mudanças na Igreja Episcopal e na Igreja Anglicana do Canadá às quais a UECNA e outras Igrejas remanescentes se opuseram incluem a teologia das liturgias mais recentes, como o livro de orações da Igreja Episcopal de 1979, a ordenação de mulheres, atitudes em relação ao divórcio e ao aborto e diferentes interpretações de como a autoridade das escrituras é percebida.

## Doutrina
A posição doutrinária da Igreja Episcopal Unida é definida pelo prefácio da Constituição da UECNA e pela Declaração de Conformidade contida no Artigo VIII da Constituição da UECNA. A UECNA considera a Afirmação de St. Louis um de seus documentos fundadores, mas a considera um suplemento, e não uma substituição, de declarações mais antigas, como os Trinta e nove Artigos de Religião, O Livro de Homilias e o Livro de Oração Comum.